# Giuseppe Antonio Bernabei
Giuseppe Antonio Bernabei, deutsch Joseph Anton Bernabei (* 1649 in Rom; † 9. März 1732 in München) war ein italienischer Organist, Komponist und Hofkapellmeister in München.

## Leben und Wirken
Der Sohn Ercole Bernabeis erhielt seine Ausbildung vom Vater, von 1675 bis 1677 war er Organist am Oratorium der Kirche San Marcello in Rom. Kurz vor Antritt der Reise nach München, wurde er zum Priester geweiht. In München wurde er 1677 Vizekapellmeister an der Seite seines Vaters und 1688 Nachfolger dessen als Hofkapellmeister. Fünfzehn seiner Opern sind größtenteils erhalten. Ferner schrieb er Kirchenmusik im traditionellen Stil und mehrere weltliche Kantaten. Eine Sammlung mit Instrumentalwerken Orpheus ecclesiasticus, Syphonias varias commentus (Augsburg, 1698), enthält je sechs drei- und vierstimmige Sonaten für Streicher und B. c.

## Bühnenwerke
- Alvilda in Abo (Uraufführung 10. Februar 1678 in München)
- Enea in Italia (Uraufführung 26. Juli 1678 in München)
- Ascanio in Alba (Uraufführung 19. Februar 1686 in München)
- La gloria festeggiante (Uraufführung 18. Januar 1688 in München)
- Diana amante (Uraufführung 26. Februar 1688 in München)
- Il Trionfo d’Imeneo (Uraufführung 22. November 1688 in München)
- Il segretto d’amore in petto del savio (Uraufführung 7. Februar 1690 in München)

## Sakrale Werke
- Messe in D
- Messe in G
- Messe "Veni creator spiritus"